# Providence Village
Providence Village è un centro abitato degli Stati Uniti d'America, situato nella contea di Denton dello Stato del Texas.

## Storia
Providence Village è stata sviluppata come una comunità pianificata nel 2000.

## Geografia fisica
Providence Village è situata a 33°13′19″N 96°57′40″W (33.221944, -96.961111). It is situated along U.S. Highway 380 near the intersection with FM 2931 in east central Denton County.